# Ditfurter Weg 37 (Quedlinburg)

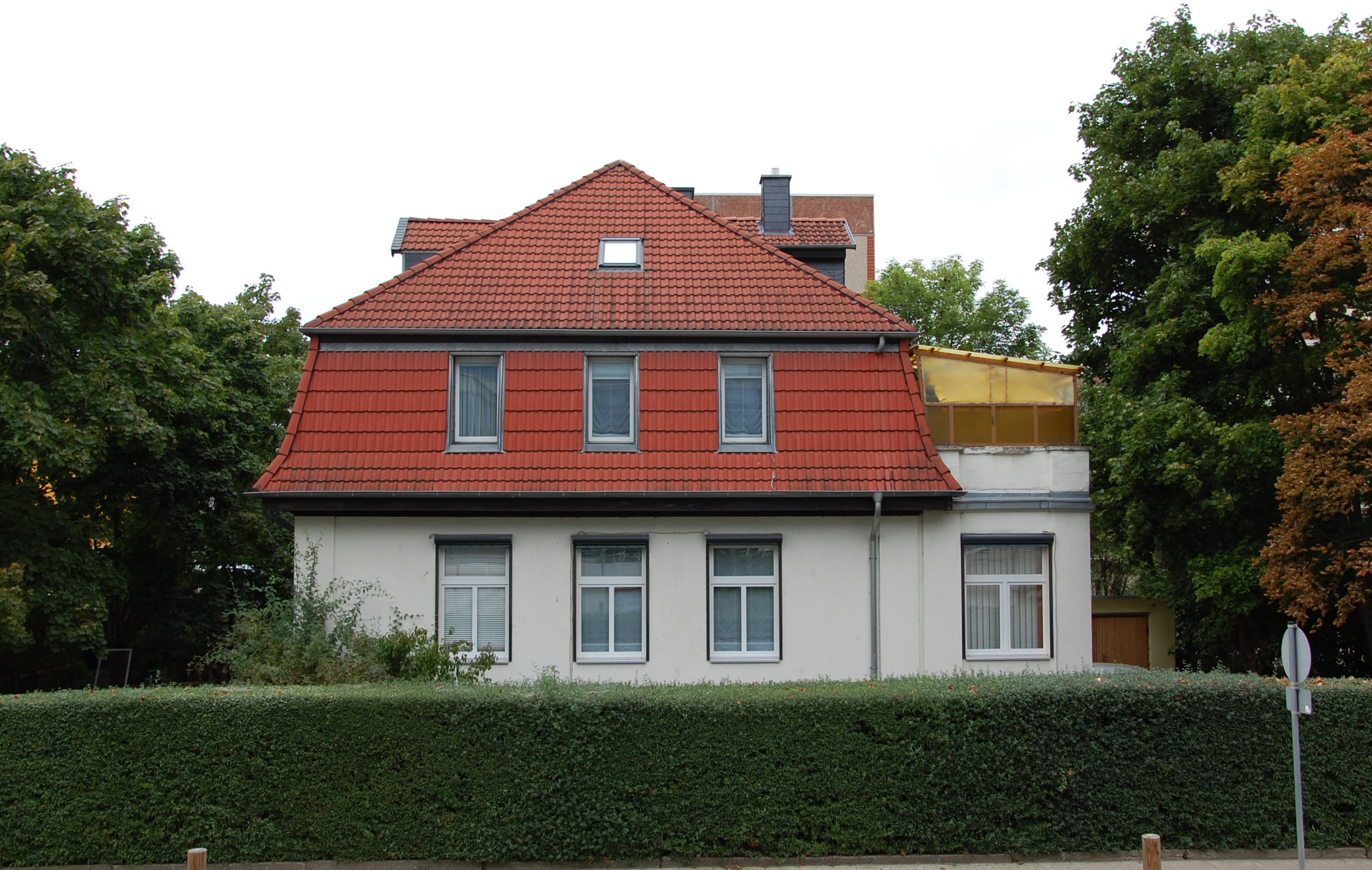
Villa Ditfurter Weg 37

Das Haus Ditfurter Weg 37 ist ein ehemals denkmalgeschütztes Gebäude in der Stadt Quedlinburg in Sachsen-Anhalt.

## Lage
Es befindet sich östlich der historischen Quedlinburger Neustadt auf der Westseite des Ditfurter Wegs gegenüber dem Harzklinikum Dorothea Christiane Erxleben. Im Quedlinburger Denkmalverzeichnis war das Gebäude als Villa eingetragen.

## Architektur und Geschichte
Das massive verputzte Gebäude wurde Anfang des 20. Jahrhunderts in einem Elemente des Barock zitierenden Jugendstil erbaut. Bedeckt ist die Villa von einem mit Dachhäuschen versehenen, tief herunterreichenden Mansardwalmdach. Der Hauseingang ist repräsentativ mit einer kleinen Freitreppe gestaltet. Oberhalb der Tür befindet sich ein ovales Oberlicht. Die Türen und Fenster des Hauses waren original erhalten (Stand 1998). Zum Teil fand sich noch die ursprüngliche farbige Verglasung.
Zumindest ab dem Jahr 2015 wird das Gebäude nicht mehr im Denkmalverzeichnis geführt.